# Indigo Girls
Les Indigo Girls són un duo musical estatunidenc de folk rock, format per Amy Ray i Emily Saliers. El grup va començar a tocar a un pub d'Atlanta anomenat The Little 5 Points Pub, i van ser part de l'escena musical que es va desenvolupar a Athens (Geòrgia), que inclou altres grups com The B-52's, Pylon, R.E.M., The Georgia Satellites, i Love Tractor.
La seva fórmula de dues dones i dues guitarres té un estil bàsicament folk, encara que també té punk, rock, pop, entre d'altres. El d'Emily és més aviat tradicional, del tipus Joni Mitchell, amb un so més dolç, però musicalment més complex, amb inclinacions abstractes i espirituals. D'altra banda, Amy va orientar el seu estil cap al punk rock de cantautor, amb influències com The Jam, The Pretenders i Hüsker Dü, per a una proposta més aspra i directa.
El grup es va formar el 1985, any en el qual van editar el single "Crazy game", però no va ser fins dos anys més tard que van editar el seu primer àlbum, titulat Strange fire. Atès a l'èxit assolit per 10,000 Maniacs, Tracy Chapman i Suzanne Vega, la discogràfica Epic Records, a la qual pertanyien, va animar a la discogràfica a fixar-se en altres cantautores; va ser llavors quan l'empresa va signar amb el duo l'any 1988.
Així, va arribar el disc Indigo Girls, que incloïa "Closer to fine", el seu primer gran èxtit. El 1990 van guanyar el seu primer premi Grammy, a la Millor gravació de folk contemporani. A més, el grup ha participat en diferents edicions del festival de música femenina Lilith Fair, organitzat per la cantant Sarah McLachlan.
Habitualment no col·laboren en la composició, sinó que escriuen per separat i treballen els arranjaments juntes. Però hi ha algunes excepcions, majoritàriament cançons no editades pertanyents a la seva etapa anterior a Epic. Malgrat això, el tema "I'll Give You My Skin", que apareix en els àlbums Tame Yourself (disc benèfic de PETA) i Rarities, és encara més excepcional, ja que normalment componen les seves cançons sense col·laboracions externes i aquest és fruit del treball conjunt d'Amy, Emily i Michael Stipe (de R.E.M.).
Ambdues han desenvolupat també una trajectòria musical per separat, en especial Amy Ray.
El grup també ha destacat per ser molt actiu políticament a més de musicalment, i han contribuït a causes com el medi ambient, els drets de les persones homosexuals, els drets dels nadius nord-americans i en la lluita per l'abolició de la pena de mort. Pel que fa a la seva vida personal, ambdues s'han identificat com a lesbianes.

## Carrera musical
Amy i Emily es van conèixer estudiant a l'escola, però no es van fer amigues fins a l'institut, època en què van començar a actuar juntes, primer com The B-Band i més tard com Saliers and Ray. Emily es va graduar abans (ja que és un any més gran) i va anar a la Universitat Tulane, a Nova Orleans (Louisiana); l'any següent, Amy també es va graduar i va anar a estudiar a la Universitat Vanderbilt, a Nashville (Tennessee). Però sentien enyorança de la seva terra natal i van decidir continuar a la Universitat d'Emory, prop d'Atlanta (Geòrgia). El 1985 ja havien reprès les seves actuacions juntes, aquesta vegada com les Indigo Girls. En una posterior entrevista a NPR Talk of the Nation Emily explicava: "necessitàvem un nom i vam fullejar el diccionari buscant paraules que ens cridessin l'atenció, i "indigo" (color indi) en va ser una".
Aquell any van editar el seu primer senzill, "Crazy Game", amb la cara B "Everybody's Waiting (for Someone to Come Home)", i un EP homònim. El 1987 van treure el seu primer disc de llarga durada, Strange Fire, que incloïa el seu primer tema. Amb aquesta publicació van assegurar el serveis de Russell Carter, que avui dia segueix sent el seu mànager; li havien demanat que les representés quan va sortir el seu EP, però ell els va dir que les seves cançons eren immadures i que probablement no aconseguirien una oferta discogràfica; aparentment, el primer LP li va fer canviar d'opinió.
L'èxit de 10,000 Maniacs, Tracy Chapman i Suzanne Vega va encoratjar Epic Records a buscar més cantautores femenines; així, Epic va signar amb elles el 1988. El seu primer àlbum amb la companyia, també titulat Indigo Girls, va arribar al número 22 a la llista d'èxits. Hi havia una versió de "Land of Canaan", que ja estava a l'EP i a Strange Fire, i també "Closer to Fine" (en una col·laboarció amb la banda irlandesa Hothouse Flowers), que va assolir la posició 52 de la llista d'èxits pop i la 26 de la de rock modern. Fins i tot van mantenir-se durant una setmana en el lloc 48 de la llisa d'èxits rock. L'any 1990 van obtenir un Grammy al Millor àlbum de folk contemporani. També estaven nominades al Millor nou artista, però van perdre enfront de Milli Vanilli, als que posteriorment se'ls va revocar.
El seu segon àlbum, Nomads Indians Saints, va ser disc d'or l'any següent, però no va ser tan exitós com el primer, que va arribar a platí. Això va anar seguit de l'edició del disc en viu Back on the Bus, Y'all i de Rites of Passage, en el qual hi apareixia el tema "Galileo", el primer top 10 de rock modern del duet. El 1994 van treure Swamp Ophelia, que també va arribar a platí (1996), i es va posicionar en el número 9 de la llista d'àlbums d'èxit Billboard 200.
L'any següent van aparèixer a la pel·lícula Boys on the Side, tocant extractes de les seves cançons "Joking" i "Southland in the Springtime", i també cantant "Feliz Cumpleaños" amb el grup d'amics reunits durant l'escena del pastís d'aniversari, encara que també se les pot veure en altres moments, sempre sense diàleg.
El mateix any van treure al mercat un disc doble gravat en viu, 1200 Curfews, en el qual també hi havia versions d'altres artistes fetes durant diversos concerts. Shaming of the Sun va aparèixer el 1997, seguit de Come on Now Social el 1999; el primer va debutar com a número 7 de les llistes Billboard, gràcies a la destacada actuació de la banda en el festival Lilith Fair.
Retrospective, una compilació amb dues noves cançons, va sortir l'any 2000, i més endavant ho va fer Become You (2002). El seu últim disc d'estudi amb Epic va ser All That We Let In (2004), i el 14 de juny de l'any següent van treure Rarities, una col·lecció de cares B i temes inusuals decidida parcialment per l'aportació de fans, que va completar les seves obligacions contractuals amb Epic.
Després de l'acomiadament d'Epic van signar un contracte amb Hollywood Records, una empresa de The Walt Disney Company, per cinc àlbums. Malgrat tot, només van treure un disc amb aquesta discogràfica, Despite Our Differences, que va sortir el 19 de setembre de 2006. Les Indigo Girls van ser abandonades per Hollywood Records durant la seva gira de 2007 per a promocionar l'àlbum.
Llavors van anunciar que la seva propera gravació la farien de manera independent. Poseidon and the Bitter Bug va sortir al mercat el 24 de març del 2009 de la mà de IG Recordings, la companyia de les Indigo Girls, i es va distribuir a través de Vanguard Records. Aquest va ser el seu primer àlbum completament independent des de Strange Fire, i també el primer doble des del 1200 Curfews; un disc té 10 cançons on hi surten elles acompanyades per una banda de músics, i l'altre inclou les mateixes 10 cançons amb només Amy i Emily cantant i amb les guitarres acústiques, i també un tema extra.
Les Indigo Girls permeten l'enregistrament d'àudio durant els seus concerts, l'intercanvi amb altres fans, i la baixada gratuïta d'aquestes gravacions a través de diverses fonts, com ara WorldFalls Arxivat 2009-05-24 a Wayback Machine..

### Projectes en solitari
L'any 1990 Amy Ray va fundar Daemon Records, amb la que ha publicat quatre àlbums en solitari: Stag, Prom, Live from Knoxville i Didn't It Feel Kinder, i ha actuat de gira amb The Butchies i amb The Volunteers.
Emily Saliers també planeja treure un disc en solitari, i actualment és co-propietària d'un restaurant a Decatur (Geòrgia). L'any 2005 va editar amb el seu pare, un professor universitari de teologia, el llibre "A Song to Sing, a Life to Live: Reflections on Music as Spiritual Practice".

## Vida personal i activisme polític
Ambdues s'han identificat sempre com a lesbianes, però mai no han estat parella. Actualment, Amy té una relació amb la directora de documentals Carrie Schrader, i Emily la té amb Leslie Zweben. A conseqüència dels seus compromisos pels drets de la comunitat LGBT són considerades unes icones d'aquest moviment.
Han defensat causes mediambientals, els drets dels homosexuals, els dels nadius nord-americans, i la Coalició nacional dels Estats Units per a abolir la pena de mort. Durant molts anys han incorporat un programa de reciclatge d'abast públic en les seves gires incorporant Stephanie Fairbanks, un membre representatiu de Greenpeace, al seu equip. Van ajudar Winona LaDuke a establir Honor the Earth, una organització dedicada a crear suport i educació pels temes mediambientals a les comunitats indígenes. Amy i Emily també han aparegut a les concentracions anuals SOA Watch, a la March for Women's Lives (Marxa per les vides de les dones), entre altres manifestacions i protestes.
L'any 2006 van aparèixer a l'àlbum de la cantant Pink I'm Not Dead amb el tema "Dear Mr President", que ha estat considerat com una confrontació política amb George W. Bush sobre la guerra, pobresa, drets LGBT, dret d'avortament, i l'acte No Child Left Behind (sobre la reforma educativa).
Tant el 2007 com el 2008 van formar part de la gira multi-artística True Colors Tour, creada per la cantant Cyndi Lauper, actuant en benefici de Human Rights Campaign (Campanya de drets humans) i altres organitzacions que donen suport a la comunitat LGBT.

## Discografia
Àlbums d'estudi
- Indigo Girls (1987)
- Strange Fire (1987)
- Indigo Girls (1989)
- Nomads Indians Saints (1990)
- Rites of Passage (1992)
- Swamp Ophelia (1994)
- Shaming of the Sun (1997)
- Come on Now Social (1999)
- Become You (2002)
- All That We Let In (2004)
- Despite Our Differences (2006)
- Poseidon and the Bitter Bug (2009)

- Holly Happy Days Release (2010)
- Beauty Queen Sister (2011)
- One Lost Day (2015)
- Look Long Release (2020)

Recopilacions
- 4.5 (1995)
- Retrospective (2000)
- Rarities (2005)
- Playlist: The Very Best of Indigo Girls (2009)
- The Essential Indigo Girls (2013)

En viu
- Back on the Bus, Y'all (EP, 1991)
- 1200 Curfews (1995)
- Perfect World (2004)

Col·laboracions amb altres artistes
- 107.1 KGSR Radio Austin - Broadcasts Vol. 10 (2002) - "Moment of Forgiveness"
- WYEP Live and Direct: Volume 4 - On Air Performances (2002) - "Become You"
- Pink - I'm Not Dead (2006) - "Dear Mr President"
- Anne Murray - Anne Murray Duets: Friends & Legends (2007) - "A Little Good News"

## Guardons[calcitació]
Nominacions
- 1990: Grammy al millor nou artista